# Ставки (Крым)

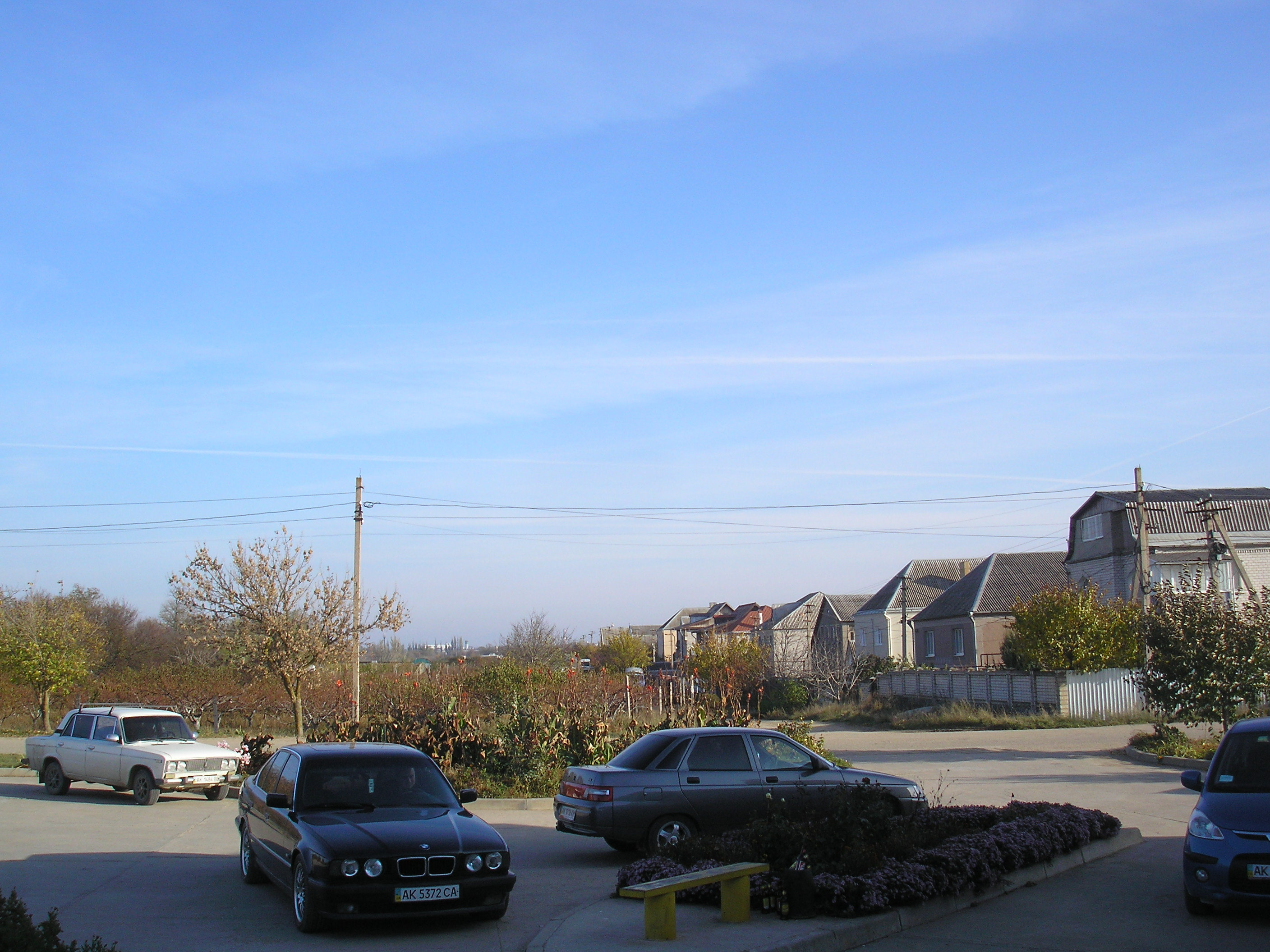
Бывшее село Ставки, ныне часть Родниково.

Ставки́ (до 1948 г. Тобе́-Чокра́к; укр. Ставки, крымскотат. Töbe Çoqraq, Тёбе Чокъракъ) — упразднённый поселок в Симферопольском районе Крыма, включённое в состав села Родниково, сейчас — северо-западная часть села на правом берегу реки Тобе-Чокрак.

## История
Первое документальное упоминание села встречается в Камеральном Описании Крыма… 1784 года, судя по которому, в последний период Крымского ханства Тепечокрак входил в Акмечетский кадылык Акмечетского каймаканства. После присоединения Крыма к России (8) 19 апреля 1783 года, (8) 19 февраля 1784 года, именным указом Екатерины II сенату, на территории бывшего Крымского Ханства была образована Таврическая область и деревня была приписана к Симферопольскому уезду. После Павловских реформ, с 1796 по 1802 год, входила в Акмечетский уезд Новороссийской губернии. По новому административному делению, после создания 8 (20) октября 1802 года Таврической губернии, Тобе-Чокрак был включён в состав Эскиординской волости Симферопольского уезда.
По Ведомости о всех селениях в Симферопольском уезде состоящих с показанием в которой волости сколько числом дворов и душ… от 9 октября 1805 года в деревне Тебечокрак числилось 22 двора и 175 жителей, исключительно крымских татарина. На военно-топографической карте генерал-майора Мухина 1817 года обозначен Тобечокрак с 30 дворами. После реформы волостного деления 1829 года Тобе-Чокрак, согласно «Ведомости о казённых волостях Таврической губернии 1829 г», передали из Эскиординской волости в состав Сарабузской. На карте 1836 года в деревне 37 дворов, как и на карте 1842 года.
После земской реформы 1860-х годов Александра II, деревня осталась в составе Сарабузской волости. В «Списке населённых мест Таврической губернии по сведениям 1864 г.», составленном по результатам VIII ревизии 1864 года, Тобе-Чокрак — владельческая татарская деревня, с 6 дворами, 24 жителями и мечетью при колодцах (на трёхверстовой карте 1865—1876 года в деревне Тобечокрак 39 дворов). В «Памятной книге Таврической губернии 1889 года», по результатам Х ревизии 1887 года, записан Тобе-Чокрак с 6 дворами и 33 жителями.
После земской реформы 1890-х годов Тобе-Чокрак отнесли к Подгородне-Петровской волостии. По «…Памятной книжке Таврической губернии на 1892 год» в деревне Тобе-Чокрак, входившей Сарабузское сельское общество, числилось 38 жителей в 7 домохозяйствах. На подробной карте 1892 года деревня обозначена с 16 дворами и татарским населением. По «…Памятной книжке Таврической губернии на 1902 год» в деревне Тобе-Чокрак, входившей в Сарабузское сельское общество, числился 101 житель в 1 домохозяйстве. По Статистическому справочнику Таврической губернии. Ч.II-я. Статистический очерк, выпуск шестой Симферопольский уезд, 1915 год, в деревне Тобе-Чокрак (на земле Бобовичей) Подгородне-Петровской волости Симферопольского уезда, числилось 15 дворов со смешанным населением в количестве 25 человек приписных жителей и 50 — «посторонних», из которых 40 мужчин и 37 женщин. Жители землёй не владели, в хозяйствах имелось 10 лошадей, 12 коров и 5 голов мелкого скота. Согласно списку 1915 года «…русских подданных из австрийских, венгерских или германских выходцев» землевладельцев, опубликованном в газете «Таврические губернские ведомости» в апреле 1915 года, при деревне Тобе-Чокрак значатся братья Пфейфер Фридрих и Андреас, владевшие двумя участками земли: один в 553 десятины 1265 квадратных саженей пахотной и 5 десятинами усадебной земли и второй — 236 десятин 2305 кв. саж. только пахотной земли.
После установления в Крыму Советской власти, по постановлению Крымревкома от 8 января 1921 года была упразднена волостная система и село включили в состав вновь созданного Сарабузского района Симферопольского уезда, а в 1922 году уезды получили название округов. 11 октября 1923 года, согласно постановлению ВЦИК, в административное деление Крымской АССР были внесены изменения, в результате которых был ликвидирован Сарабузский район и образован Симферопольский и село включили в его состав. Согласно Списку населённых пунктов Крымской АССР по Всесоюзной переписи 17 декабря 1926 года, в селе Тобе-Чокрак, Такил-Джабанакского, Симферопольского района, числилось 49 дворов, из них 44 крестьянских, население составляло 196 человек, из них 83 татарина, 81 русский, 18 немцев, 10 белорусов, 1 украинец, действовала русская школа. По данным всесоюзной переписи населения 1939 года в селе проживало 167 человек.
В 1944 году, после освобождения Крыма от фашистов, согласно Постановлению ГКО № 5859 от 11 мая 1944 года, 18 мая крымские татары были депортированы в Среднюю Азию. 12 августа 1944 года было принято постановление № ГОКО-6372с «О переселении колхозников в районы Крыма» и в сентябре 1944 года в район приехали первые новоселы (214 семей) из Винницкой области, а в начале 1950-х годов последовала вторая волна переселенцев из различных областей Украины. С 25 июня 1946 года Тобе-Чокрак в составе Крымской области РСФСР. Указом Президиума Верховного Совета РСФСР от 18 мая 1948 года, Тобе-Чокрак переименовали в посёлок Ставки. 26 апреля 1954 года Крымская область была передана из состава РСФСР в состав УССР, в том же году образован Родниковский сельсовет, в который включили Ставки. Решением Крымоблисполкома от 8 сентября 1958 года № 834 посёлок Ставки был присоединён к Родников (согласно справочнику «Крымская область. Административно-территориальное деление на 1 января 1968 года» — в период с 1954 по 1968 годы).

### Динамика численности населения
| - 1805 год — 175 чел. - 1864 год — 24 чел. - 1889 год — 33 чел. - 1892 год — 38 чел. | - 1902 год — 101 чел. - 1915 год — 25/50 чел. - 1926 год — 196 чел. - 1939 год — 167 чел. |